# Celama crustalis
Celama crustalis är en fjärilsart som beskrevs av Van Eecke. Celama crustalis ingår i släktet Celama och familjen trågspinnare. Inga underarter finns listade i Catalogue of Life.